# Заломлення

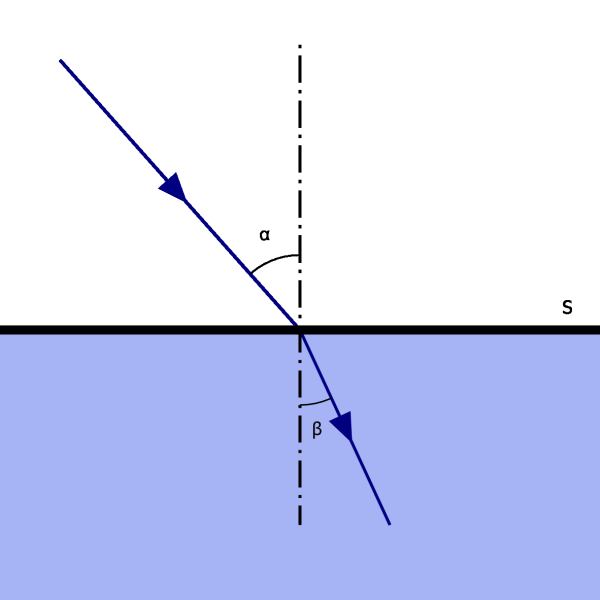
Заломлення променя на межі двох середовищ

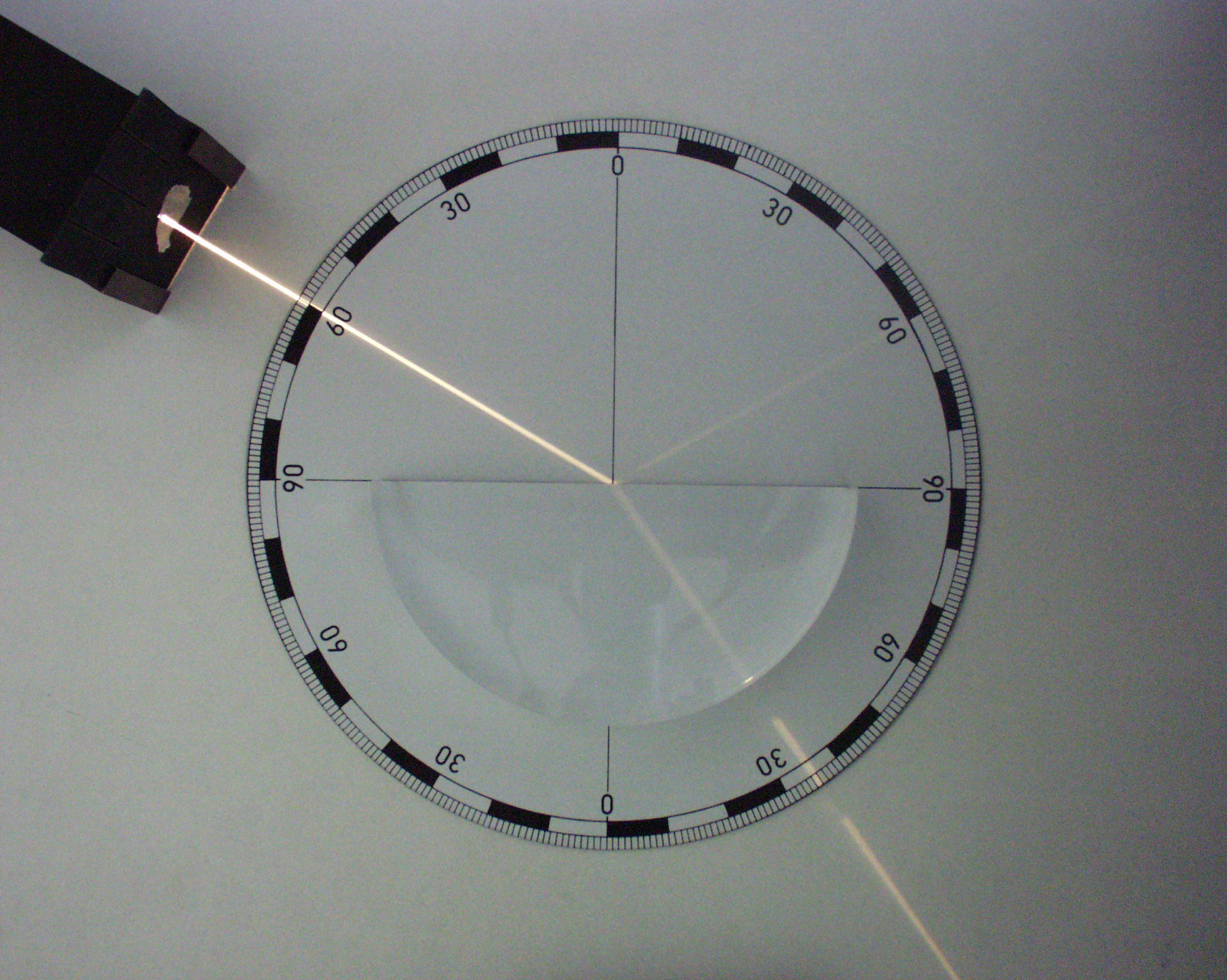
Заломлення

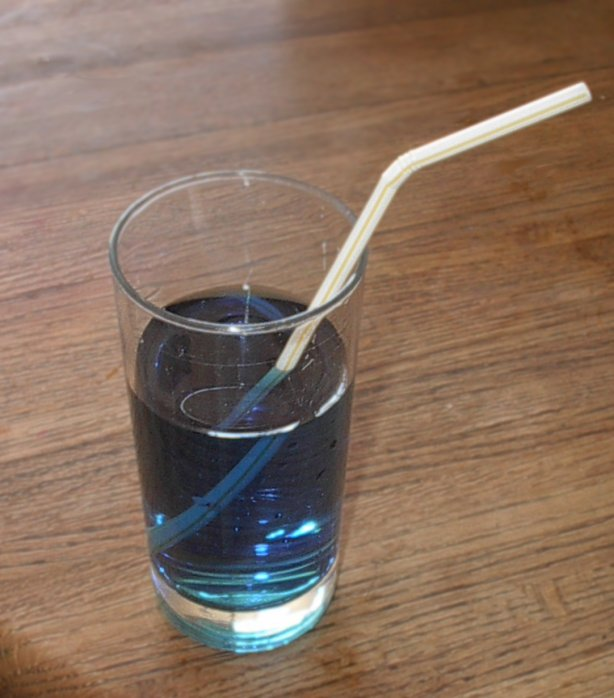
Через заломлення світла, пластикова трубочка у склянці здається зламаною

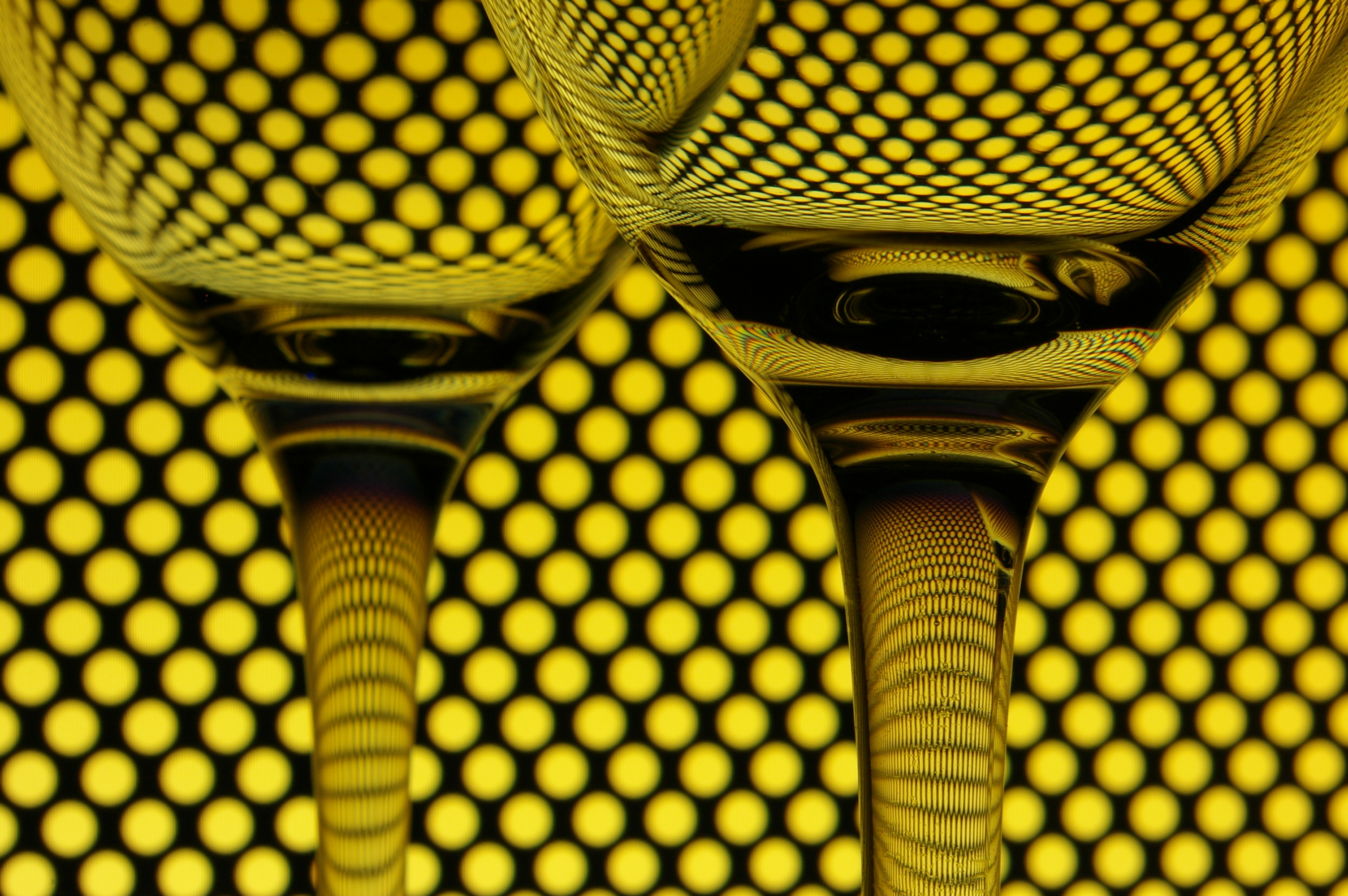
Показ явища заломлення світла скляними келихами

Зало́млення, або рефра́кція або зало́м — зміна напрямку поширення випромінення при проходженні межі розділу двох середовищ з різною оптичною густиною (наприклад, повітря — скло, скло — вода).

## Загальна характеристика
Кут, на який змінюється напрямок поширення випромінення, залежить від оптичної густини обох середовищ, а також від довжини хвилі самого випромінення. Явище заломлення широко використовується в оптиці. Наприклад, випромінювання, заламуючись у призмі, розкладається на спектр. Також властивість заломлення світла в повітрі застосовується в шлірен-зйомці (методі Теплера).
Математично заломлення світла описується законом Снелліуса й формулами Френеля.
Унаслідок заломлення світла деякими кристалами виникає не один, а два заломлені промені, які розповсюджуються в різних напрямках. Це явище називається подвійним променезаломленням.
Стосовно світлових променів розрізняють такі види рефракції:
- астрономічну (відхилення променя від світила земною атмосферою в напрямку щільніших її шарів, через що видимі зенітні відстані завжди здаються меншими за істинні);
- земну, що відбувається в нижніх шарах атмосфери й відчутно впливає на результати високоточних геодезичних вимірювань;
- диференціальну, що виявляється як різниця впливу загальної рефракції на візирні лінії під час вимірювання відстаней далекомірами подвійного зображення.

## Показник заломлення
Показник заломлення або абсолютний показник заломлення — це характерне для середовища число, яке визначає, в скільки разів швидкість розповсюдження світла в середовищі менша за швидкість світла у вакуумі. Звичайно його позначають латинською літерою n.
Величину показника заломлення середовища характеризують також терміном оптична густина. Середовище з більшим значенням показника заломлення називають оптично густішим.
Існує закон Снеліуса
{\displaystyle {\frac {\sin \alpha }{\sin \beta }}={\frac {n_{2}}{n_{1}}}}, де α — кут падіння, а β — кут заломлення.
Величину {\displaystyle n_{21}=n_{2}/n_{1}} називають відносним показником заломлення середовища 2 стосовно середовища 1.

## Термінологія
- Кут, утворений надхідним променем із нормаллю до площини розділу середовищ, називається кутом падіння.
- Кут, утворений відбитим променем із нормаллю до площини розділу середовищ, називається кутом відбивання.
- Кут, утворений заломленим променем із нормаллю до площини розділу середовищ, називається кутом заломлення.
- Площина, в якій лежать промені, називається площиною падіння.
- Відношення інтенсивності відбитого променя до інтенсивності променя, який падає на межу розділу, називається коефіцієнтом відбиття.
- Відношення інтенсивності заломленого променя до інтенсивності променя, який падає на межу розділу, називається коефіцієнтом проходження.
- Коефіцієнт земного заломлення — відношення радіуса Землі до радіуса рефракційної кривої, утвореної променем візування, викривленим у приземному шарі атмосфери. Приблизно коефіцієнт земного заломлення дорівнює 0,14-0,16; враховується в тригонометричному (геодезичному) нівелюванні.

## Інтернет-ресурси
- Java illustration of refraction(англ.)
- Java simulation of refraction through a prism [Архівовано 27 лютого 2007 у Wayback Machine.](англ.)